# Citi Open 2016 - Qualificazioni singolare femminile
Le qualificazioni del singolare femminile del Citi Open 2016 sono state un torneo di tennis preliminare per accedere alla fase finale della manifestazione. Le vincitrici dell'ultimo turno sono entrate di diritto nel tabellone principale. In caso di ritiro di una o più giocatrici aventi diritto a queste sono subentrati le lucky loser, ossia le giocatrici che hanno perso nell'ultimo turno ma che avevano una classifica più alta rispetto alle altre partecipanti che avevano comunque perso nel turno finale.

## Teste di serie
1. Zhu Lin (qualificata)
2. Hiroko Kuwata (ultimo turno, Lucky loser)
3. Alla Kudrjavceva (qualificata)
4. Miyu Katō (primo turno)

1. Ksenija Lykina (primo turno)
2. Xu Shilin (ultimo turno)
3. Yang Zhaoxuan (primo turno)
4. Shūko Aoyama (ultimo turno)

## Qualificate
1. Zhu Lin
2. Varvara Flink

1. Alla Kudrjavceva
2. Lauren Albanese

### Lucky loser
1. Hiroko Kuwata

## Tabellone

### Legenda
| - Q = Qualificato - WC = Wild card - LL = Lucky loser | - ALT = Alternate - SE = Special Exempt - PR = Protected Ranking | - w/o = Walkover - r = Ritirato - d = Squalificato |

### Sezione 1
|  | Primo turno | Primo turno    | Primo turno | Primo turno | Primo turno |  |  | Ultimo turno | Ultimo turno | Ultimo turno | Ultimo turno | Ultimo turno |  |
|  |             |                |             |             |             |  |  |              |              |              |              |              |  |
|  | 1           | Zhu Lin        | 6           | 2           | 6           |  |  |              |              |              |              |              |  |
|  |             | Jennifer Elie  | 2           | 6           | 1           |  |  | 1            | Zhu Lin      | Zhu Lin      | 6            | 6            |  |
|  |             | Sanaz Marand   | 2           | 7           | 6           |  |  |              | Sanaz Marand | Sanaz Marand | 2            | 3            |  |
|  | 5           | Ksenija Lykina | 6           | 64          | 3           |  |  |              |              |              |              |              |  |

### Sezione 2
|  | Primo turno | Primo turno       | Primo turno   | Primo turno | Primo turno |  |  | Ultimo turno | Ultimo turno  | Ultimo turno | Ultimo turno | Ultimo turno |  |
|  |             |                   |               |             |             |  |  |              |               |              |              |              |  |
|  | 2           | Hiroko Kuwata     | 4             | 7           | 6           |  |  |              |               |              |              |              |  |
|  |             | Jarmila Gajdošová | 6             | 5           | 0           |  |  | 2            | Hiroko Kuwata | 6            | 2            | 4            |  |
|  | WC          | Varvara Flink     | Varvara Flink | 7           | 6           |  |  | WC           | Varvara Flink | 0            | 6            | 6            |  |
|  | 7           | Yang Zhaoxuan     | Yang Zhaoxuan | 6(0)        | 0           |  |  |              |               |              |              |              |  |

### Sezione 3
|  | Primo turno | Primo turno      | Primo turno | Primo turno | Primo turno |  |  | Ultimo turno | Ultimo turno     | Ultimo turno     | Ultimo turno | Ultimo turno |  |
|  |             |                  |             |             |             |  |  |              |                  |                  |              |              |  |
|  | 3           | Alla Kudrjavceva | 7           | 3           | 6           |  |  |              |                  |                  |              |              |  |
|  |             | Danielle Lao     | 5           | 6           | 3           |  |  | 3            | Alla Kudrjavceva | Alla Kudrjavceva | 6            | 6            |  |
|  |             | Victoria Kan     | 2           | 0           | r           |  |  | 6            | Xu Shilin        | Xu Shilin        | 3            | 4            |  |
|  | 6           | Xu Shilin        | 6           | 5           |             |  |  |              |                  |                  |              |              |  |

### Sezione 4
|  | Primo turno | Primo turno      | Primo turno     | Primo turno | Primo turno |  |  | Ultimo turno | Ultimo turno    | Ultimo turno    | Ultimo turno | Ultimo turno |  |
|  |             |                  |                 |             |             |  |  |              |                 |                 |              |              |  |
|  | 4           | Miyu Katō        | Miyu Katō       | 4           | 2           |  |  |              |                 |                 |              |              |  |
|  |             | Lauren Albanese  | Lauren Albanese | 6           | 6           |  |  |              | Lauren Albanese | Lauren Albanese | 7            | 6            |  |
|  | WC          | Raveena Kingsley | 3               | 6           | 0           |  |  | 8            | Shūko Aoyama    | Shūko Aoyama    | 5            | 1            |  |
|  | 8           | Shūko Aoyama     | 6               | 2           | 6           |  |  |              |                 |                 |              |              |  |